# Jan Piperger
Jan Křtitel Piperger (24. června 1838 Štýrský Hradec – 13. ledna 1888 Praha-Malá Strana) byl jedním z katů v Českém království.

## Život
Piperger se vyučil čalouníkem, brzy však začal vykonávat funkci popravčího v Záhřebu. Měl 15 bratrů a 2 sestry, jeho starší bratr a otec byli popravčími ve Štýrském Hradci, další bratři popravovali v Osijeku, v Mantově či v Benátkách. Za manželku si vzal vdovu a majitelku hostince Reginu Wohlschlagerovou, matku Leopolda Wohlschlagera, svého pozdějšího pražského nástupce.
V roce 1865 požádal o přeložení do Vídně, byl však vyslán do Prahy a dne 21. listopadu téhož roku jmenován c.k. popravčím pro Království české. Byl jedním z pěti popravčích v Rakousku-Uhersku. Další popravčí měli svá sídla ve Vídni, Budapešti, Osijeku a Štýrském Hradci. Současně provozoval čalounické řemeslo, byl vyhledávaným čalouníkem, jeho výrobek byl mj. vystavován ve vídeňském Prátru při Světové výstavě 1873 (této pocty se dostalo jen několika řemeslníkům z Čech).
Když zemřela 6. prosince 1872 jeho manželka, byl na šest dní zatčen pro podezření, že svou ženu otrávil. Po provedení pitvy se ukázalo, že paní Pipergerová zemřela přirozenou smrtí, a proto byl propuštěn. Pobyt ve vězení ho však psychicky poznamenal.
Během 23 let ve funkci popravčího vykonal 50 poprav včetně poslední veřejné popravy v Praze (Václav Fiala 1866) a poslední veřejné popravy v Českých zemích (Jan Janeček 1871) do konce druhé světové války.
Trpěl tuberkulózou, při své poslední popravě se zhroutil a po několika dnech zemřel. Byl pohřben na Olšanských hřbitovech.